# Неровново
Неровново — деревня в сельском поселении Клементьевское Можайского района Московской области. До реформы 2006 года относилась к Павлищевскому сельскому округу. Численность постоянного населения по Всероссийской переписи 2010 года — 7 человек.
Деревня расположена на северо-востоке района, примерно в 6 км к северу от Можайска, на безымянном ручье — правом притоке Москва-реки, высота над уровнем моря 187 м. Ближайшие населённые пункты — Павлищево на западе, Гавшино на северо-востоке и Макарово на юге.